# Kriegserklärung des Vereinigten Königreichs an Deutschland (1939)
Die Kriegserklärung des Vereinigten Königreichs an Deutschland erfolgte am 3. September 1939, nachdem der deutsche Überfall auf Polen am 1. September 1939 den Bündnisfall nach dem Beistandspakt mit Polen auslöste und zu einer britischen Regierungskrise führte.

## Scheitern der britischen Eindämmungspolitik
Nach dem Bruch des Münchner Abkommens mit der Zerschlagung der Tschechoslowakei durch Deutschland war die britische Politik angesichts befürchteter deutscher Aggressionen gegen Polen und Rumänien von der Überzeugung geprägt: Jeder Krieg in Europa würde sich ausweiten. Deshalb wolle man die britische Position frühzeitig publik machen. Mit der Demonstration von Entschlossenheit wollte man Deutschland künftig abschrecken und potentielle Opfer ermutigen sowie andere Staaten für die eigene Position gewinnen. Das Vereinigte Königreich ging zu einer Eindämmungspolitik (containment) über und gab im Frühjahr 1939 in einer riskanten Abschreckungsstrategie Beistandszusicherungen für Polen, Rumänien, Griechenland und die Türkei ab. Dabei verfügte das auch von den Expansionsbestrebungen Japans in Asien und Italiens im Mittelmeerraum bedrohte britische Weltreich nicht über die militärischen Mittel einen effektiven Schutz zu bieten. Hitler wollte zunächst den Krieg auf Polen begrenzen, und nachdem die Britisch-französische Garantieerklärung zum Schutz der Unabhängigkeit Polens sich als wirkungslos erwies, schloss er den Deutsch-sowjetischen Nichtangriffspakt am 23. August 1939, der in einem geheimen Zusatzprotokoll die Aufteilung Ostmitteleuropas und des Balkans in Einflusssphären vorsah. Nach Ansicht Hitlers würde dies die Westmächte vor einem großen Krieg zurückschrecken lassen. Großbritannien reagierte daraufhin am 25. August mit der Ratifizierung des Beistandspaktes mit Polen und einer Warnung an Deutschland, was nur den Erfolg hatte, dass der Angriff auf Polen von Hitler um einige Tage auf den 1. September verschoben wurde.
In Großbritannien hatte man währenddessen in der europäischen Krise den Zusammenbruch des internationalistischen Projekts und den Aufstieg der militaristischen Diktaturen gesehen, was man nicht länger ignorieren dürfe. Bei Umfragen in Großbritannien hatten 75 % der Befragten einen potentiellen Waffeneinsatz befürwortet, um den Status der Freien Stadt Danzig zu erhalten.

## Bündnisfall, Regierungskrise und Kriegserklärung
Am 1. September reagierte die britische Regierung auf den deutschen Überfall mit der Mobilmachung und der Bildung eines Kriegskabinetts, in das auch Winston Churchill berufen wurde. Die Entsendung von Heeres- und Luftwaffeneinheiten nach Frankreich wurde angeordnet. Eine sofortige Kriegserklärung wurde dagegen nicht ausgesprochen, sondern Deutschland aufgefordert, seine Truppen unverzüglich zurückzuziehen. Premier Neville Chamberlain wollte den Krieg erst in Abstimmung mit Frankreich (das zunächst mobilisieren und die Grenzgebiete evakuieren wollte) gemeinsam erklären und es bestanden noch geringe Hoffnungen auf einen Umsturz oder eine Vermittlung durch Mussolini. Dieses Vorgehen nährte in der Öffentlichkeit den Verdacht, dass die Regierung versuchen könnte, sich aus dem Beistandspakt herauszuwinden.
Am 2. September wurde dem Parlament klar, dass die Regierung kein Ultimatum gestellt hatte und Hitlers Armeen weiter vordrangen und seine Luftwaffe weiterhin polnische Städte bombardierte. Es kam zu heftigen Vorwürfen und einer Regierungskrise, während der sich Kabinettsmitglieder zu einem Sitzstreik (sit down strike) im parlamentarischen Amtszimmer des Schatzkanzlers entschlossen. Kurz nach Mitternacht empfing Chamberlain die meuternden Minister und versprach ein zweistündiges Ultimatum an Deutschland zu richten.
Am 3. September lief das Ultimatum um 11:00 Uhr ab und um 11:15 Uhr sandte Chamberlain seine Radioansprache an die Nation. (Um 11:20 Uhr wurde das Ultimatum gegenüber dem britischen Botschafter Henderson in Berlin zurückgewiesen.) Frankreich erklärte am Nachmittag desselben Tages Deutschland den Krieg.

## Nach der Kriegserklärung
Hitler machte in seiner Rundfunkansprache am 4. September den „jüdisch-bolschewistischen Weltfeind“ für den Deutschland von ausländischen Mächten angeblich aufgezwungenen Krieg verantwortlich. Frankreich und das Vereinigte Königreich verfügten nicht über Landstreitkräfte, die Polen zu Hilfe kommen konnten, und Luftangriffe vermied man aus Furcht vor einem eskalierenden Luftkrieg. Es kam zum Sitzkrieg an der deutschen Westgrenze (Drôle de guerre) und dem Seekrieg mit der Blockade Deutschlands. Die britische Regierung verkündete, dass sie bei ihren Mobilisierungsmaßnahmen von einer dreijährigen Kriegsdauer ausginge. Polen musste man seinem Schicksal überlassen. Die Besetzung Ostpolens durch die Rote Armee am 17. September stellte dann keinen Bündnisfall dar, weil in einer geheimen Zusatzvereinbarung zum britischen Beistandspakt mit Polen vereinbart worden war, dass dieser nur gegen eine Aggression Deutschlands gelte.
Obwohl die britische Regierung nicht gestürzt worden war, schadeten die Parlamentsvorgänge um die Kriegserklärung Chamberlains Ruf und waren ein wichtiger Schritt auf dem Weg zu seinem Sturz im Mai 1940.